# علاءالدین فرید اراکی
  علاءالدین فرید اراکی از سیاستمداران ایرانی بود، که در دوره‌های هجدهم بعنوان نماینده بروجرد در مجلس شورای ملی حضور داشت.